# Giovanni Carlo Bandi

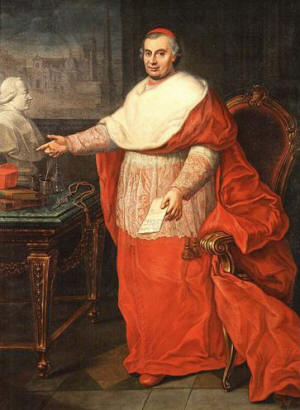
Giovanni Carlo Kardinal Bandi

Giovanni Carlo Bandi (* 17. Juli 1709 in Cesena; † 23. März 1784 in Imola), auch Giancarlo Bandi, war ein italienischer Geistlicher, Kardinal der Römischen Kirche und Bischof von Imola.

## Leben

### Frühe Jahre
Giancarlo Bandi wurde als das älteste von sieben Kindern des Francesco Bandi und der Camilla Zangheri geboren. Seine Ausbildung erhielt er an der Universität von Fermo, wo er seine Studien am 9. Dezember 1734 mit der Promotion zum Doctor iuris utriusque abschloss.

### Kirchlicher Werdegang
Am 18. September 1734 zum Priester geweiht, wurde er am 18. Dezember 1744 zum Weihbischof in Ostia und Velletri und gleichzeitig zum Titularbischof von Botrys ernannt. Letzteres hing damit zusammen, dass Ostia-Velletri ein Kardinalbistum war (und ist) und Bandi zu jener Zeit kein Kardinal war. Nachdem er am 28. Dezember desselben Jahres durch Kardinal Carlo Alberto Guidobono Cavalchini die Bischofsweihe empfangen hatte, wurde er am 20. März 1752 auf den für den Kirchenstaat bedeutenden Bischofsstuhl von Imola versetzt, wo er bis zu seinem Tode Bischof blieb. Papst Pius VI., sein Neffe, erhob ihn am 29. Mai 1775 zum Kardinal in pectore und veröffentlichte seinen Namen am 11. September 1775. Noch am 18. Dezember des genannten Jahres erhielt er als Kardinalpriester die Titelkirche Santa Maria del Popolo.
Giovanni Carlo Bandi ließ die Kathedrale von Imola erbauen. Im Jahr 1782 beherbergte er Papst Pius VI. auf dessen Reise nach Wien, bei dieser Gelegenheit weihte der Papst die neuerbaute Kathedrale.
Er starb am 23. März 1784 in seiner Bischofsstadt Imola und wurde dort in der von ihm erbauten Kathedrale bestattet.